# Mesagne
Mesagne és un municipi italià, situat a la regió de la Pulla i a la província de Bríndisi. El 2022 tenia una població estimada de 25.986 habitants.